# Jules Vanhevel
Jules Alphonse Vanhevel (Koekelare, 10 maart 1895 - Oostende, 21 juli 1969) was een flandrien (wielrenner). Hij was beroepsrenner van 1919 tot 1936.

## Biografie
In de literatuur wordt zijn naam dikwijls verkeerd gespeld als 'Jules Van Hevel'.
De wielrenner Jules A. Vanhevel mag niet verward worden met Jules K. Vanhevel, de laatste molenaar van de Oostmolen te Gistel, een verwante.
Jules Vanhevels eerste racefiets was een Bercley.

## Palmares als beginneling
1913
- 1e plaats "De Eerste Stap" te Brussel
- 1e plaats Harelbeke-Gent-Harelbeke
- 1e plaats te Tielt

## Palmares als onafhankelijke
1914
- 1e plaats Omloop der Zeekust
- 3e plaats Grote Prijs van Brussel
- 1e plaats Grote Prijs van Merkem
- 1e plaats Evergem-Oostende-Evergem
- 1e plaats Grote Prijs van Franco-Belge
- 1e plaats Prijs Karel Verbist

## De oorlogsjaren / palmares in legerdienst
Vanhevel diende als wielrijder in het 1e regiment artillerie en later ook bij de loopgraafmortieren Van Doren van de 1e legerafdeling. Hij liep verwondingen op en werd ziek naar Engeland gestuurd.
1917
- 1e plaats Molinari Beker te Stamford Bridge

1918
- 1e plaats Molinari Beker te Stamford Bridge
- 1e plaats te Gravelines

1919
- 1e plaats Grote Prijs van Mechelen

## Palmares als beroepsrenner
1919
- 3e plaats Ronde van Vlaanderen
- (onderbreking wielercarrière bij het leger in Duitsland))
- (opgave) Ronde der Slagvelden Straatsburg-Luxemburg-Brussel-Amiens (2e in de 1e rit, 5e in de 2e rit en opgave in de 3e rit)
- 3e plaats Ronde van België (2e in de 1e rit, 3e in de 3e rit, 2e in de 4e rit en 6e in de 5e rit)
- 2e plaats De Drie Zustersteden Brugge-Gentbrugge
- (ontslag uit legerdienst)
- 1e plaats Kampioenschap van Vlaanderen te Koolskamp
- 1e plaats Omloop van Veurne-Ambacht
- 1e plaats te Ichtegem

1920
- 1e plaats Ronde van Vlaanderen
- 5e plaats Parijs-Roubaix
- 4e plaats Milaan-Turijn
- (opgave) Ronde van België (1e in de 1e rit, 10e in de 2e rit en opgave in de 3e rit door ongeval)
- 1e plaats Belgisch kampioenschap wielrennen voor elite
- 1e plaats Kampioenschap van Vlaanderen te Koolskamp
- 3e plaats Zesdaagse van New York (met Henri Van Lerberghe)

1921 ploeg BIANCHI-DUNLOP
- 2e plaats Ronde van Vlaanderen
- 3e plaats Ronde van België (6e in de 1e rit, 1e in de 2e rit, 2e in de 3e rit, 3e in de 4e rit, 2e in de 5e rit)
- 1e plaats Belgisch kampioenschap wielrennen voor elite
- 2e plaats Grote Prijs van Duffel
- (opgave) Ronde van Italië 5e in de 2e rit)
- 4e plaats Zesdaagse van New York, (met Marcel Buyze)

1922
- 1e plaats Ronde van West-Vlaanderen
- 8e plaats zesdaagse van Parijs (met Marcel Buyze)

1923 ploeg CYCLES M.BUYSSE-COLONIAL
- 4e plaats Ronde van Vlaanderen
- 1e plaats Omloop van Nieuwpoort
- 1e plaats De Drie Zustersteden Antwerpen-Torhout
- 2e plaats Schaal Sels
- 1e plaats Den Haag - Arnhem - Den Haag
- 1e plaats te Balgerhoeke
- 1e plaats Grote Prijs van Brasschaat
- 1e plaats Criterium der Azen
- 5e plaats Belgisch kampioenschap wielrennen voor elite
- 1e plaats zesdaagse van Brussel, (met César Debaets)
- 9e plaats zesdaagse van Parijs (met César Debaets)
- 11e plaats zesdaagse van Gent (met Marcel Buyze)

1924 ploeg WONDER-RUSSELL
- 1e plaats Parijs-Roubaix
- 1e plaats Omloop van Parijs
- 1e plaats Criterium der Azen
- 5e plaats Ronde van Vlaanderen
- 3e plaats te Blankenberge
- 2e plaats zesdaagse van Gent (met Lucien Buysse)

1925 ploeg WONDER
- 3e plaats Parijs-Roubaix
- 3e plaats Giro della Provincia Milano (met Gerard Debaets) (2e proef op de piste, 2e in de Australische achtervolging, 4e op de weg)
- 1e plaats zesdaagse van Gent (met César Debaets)

1926 ploeg RAVAT-WONDER-DUNLOP en ploeg OPEL-POLLACK
- 1e plaats Circuit du Littoral
- 2e plaats Berlijn-Hannover-Berlijn
- 2e plaats Omloop van Stuttgart
- 2e plaats Omloop van Keulen
- 3e plaats Ronde van Frankfurt
- 3e plaats Kampioenschap van Duitsland
- 11e plaats Omloop van Parijs
- 27e plaats Parijs-Tours
- 3e plaats zesdaagse van Berlijn (met Emile Aerts)
- 4e plaats zesdaagse van Brussel (met Denis Verschueren)

1927 ploeg OPEL-ZR III
- 1e plaats Hannover - Bremen - Hannover
- 1e plaats Berlijn - Cottbus - Berlijn
- 2e plaats Ronde van Frankfurt
- 2e plaats Rondom Keulen
- 2e plaats Württemberg Rundfahrt
- 1e plaats te Hulst

1928
- 1e plaats Ronde van België (1e in de 1e rit, 2e in de 2e rit, 2e in de 3e rit en 3e in de 4e rit)
- 1e plaats Omloop der Vlaamse Gewesten
- 2e plaats Sachsen-Tour
- 3e plaats zesdaagse van Leipzig (met Oskar Tietz)
- 4e plaats zesdaagse van Brussel (met Jules Verschelden)
- 6e plaats Parijs-Roubaix
- (opgave) Wereldkampioenschap ("Maar?... 't gebeurde aan Km. 80. Ronsse lag op kop. Van Hevel aan 't wiel. Vóór hen, een gespan met ossen. Een der dieren slaat weg en weder met den steert. Ronsse op kop, rijdt er rakeling naast. Hij komt voorbij. Jules volgt. Op 't oogenblik dat hij voorbij komt, hapert de steert - lees goed, beste lezer - van den os aan het handvat der remmen op de stuurstang, met het gevolg, dat Van Hevel zoo plots als ongenadig ten gronde wordt geslingerd. Hij is gekwetst, aan handen en beenen, en over het heele lichaam.” )""

1929
- 3e plaats zesdaagse van Dortmund (met René Vermandel)

1930
- 1e plaats te Gistel

1931
- 1e plaats te Avelgem
- 8e plaats Wereldkampioenschap tijdrijden te Kopenhagen
- 2e plaats zesdaagse van Brussel (met Piet Van Kempen)
- 9e plaats zesdaagse van Berlijn (met Jean Van Buggenhout)

1932
- 1e plaats te Niel
- 4e plaats zesdaagse van Brussel (met Leopold Haegelsteens)

1933
- 6e plaats zesdaagse van Brussel (met Gustaaf Van Slembrouck)

1936
- 6e plaats zesdaagse van Brussel (met Kees Pellenaars)

## Resultaten in voornaamste wedstrijden
| Jaar | Ronde van Vlaanderen | Parijs-Roubaix |  | WK op de weg |
| ---- | -------------------- | -------------- |  | ------------ |
| 1919 | ↑                    |                |  |              |
| 1920 | ↑                    | 5e             |  |              |
| 1921 | ↑                    | 31e            |  |              |
| 1923 | 4e                   |                |  |              |
| 1924 | 5e                   | ↑              |  |              |
| 1925 |                      | ↑              |  |              |
| 1926 |                      | 49e            |  |              |
| 1927 |                      | 69e            |  | opgave       |
| 1928 |                      | 6e             |  | opgave       |
| 1931 |                      |                |  | 8e           |

## Museum
In de eeuwenoude afspanning 'De Engel' te Ichtegem, van de familie Maeckelbergh, kan je een unieke collectie over Jules Vanhevel bewonderen. Robert Maeckelbergh was de verzorger van Jules Vanhevel en huwde zijn zus Lea.